# Blandine Dancette
Blandine Dancette (Firminy, 14 febbraio 1988) è un'ex pallamanista francese, di ruolo ala.
Con la maglia della nazionale francese ha vinto l'oro olimpico ai Giochi di Tokyo 2020 e l'argento olimpico ai Giochi di Rio de Janeiro 2016.

## Carriera
Con la nazionale francese ha partecipato ai campionati mondiali del 2011 e alle Olimpiadi del 2012 e del 2016, vincendo una medaglia d'argento in quest'ultima edizione.
Mancina, nel 2009 è stata nominata rivelazione dell'anno del campionato francese di pallamano femminile.

## Palmarès

### Club
- EHF Challenge Cup: 1

Nantes: 2008-2009

### Nazionale
- Argento olimpico: 1

Rio de Janeiro 2016
- Campionato mondiale

 Oro: Germania 2017
 Argento: Brasile 2011
- Oro olimpico: 1

Tokyo 2020

### Individuale
- Rivelazione dell'anno nel campionato francese: 1

2008-2009